# Nellie Bly Baker
Pour les articles homonymes, voir Baker.
Nellie Bly Baker, née le 7 septembre 1893 en Oklahoma, morte le 12 octobre 1984 en Californie est une actrice américaine, active dans le cinéma muet et dans les débuts du cinéma parlant, le plus souvent dans des rôles secondaires. Elle est parfois confondue avec la journaliste Nellie Bly (1864–1922). Sa carrière se déroule entre 1921 et 1934. Beaucoup de ses films ont été produits par Associated First National Pictures, First National Pictures et Metro-Goldwyn-Mayer Pictures.

## Biographie
Née en Oklahoma, elle suit une formation d'opératrice de cinéma en 1918, et est la première femme diplômée pour cette fonction en Californie. Nellie commence sa carrière au cinéma dans des petits rôles. Elle est remarquée par Charlie Chaplin alors qu'elle travaille pour First National Pictures en tant que secrétaire, et il la fait jouer en 1923 dans The Kid en 1921 et dans L'Opinion publique (A Woman of Paris) en 1923. Elle se marie avec J.H. O'Brien, un technicien du cinéma, en 1919. Après sa carrière au cinéma elle se lance dans les affaires et lance une attraction touristique, Upside Down House. A la fin de sa vie elle tient une rubrique pour un journal local. Elle meurt en 1984 en Californie.

## Filmographie

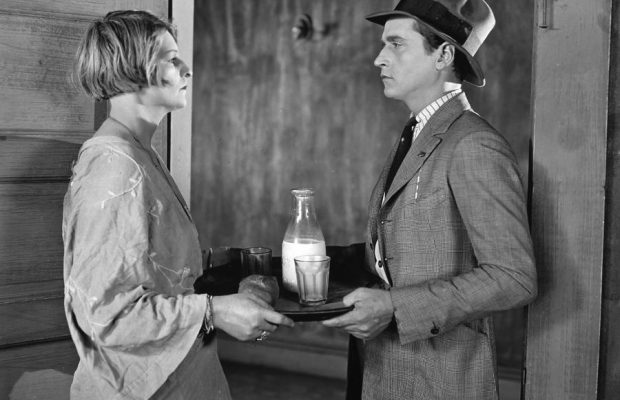
Nellie Bly Baker avec Otto Matiesen dans Les Chasseurs de salut (The Salvation Hunters) en 1925.

- 1921 : Le Kid (The Kid) de Charlie Chaplin : une nurse
- 1923 : L'Opinion publique (A Woman of Paris) de Charlie Chaplin : une masseuse
- 1925 : The Red Kimona de Walter Lang : Clara
- 1924 : How to Educate a Wife de Monta Bell : Katinka
- 1925 : Les Chasseurs de salut (The Salvation Hunters) de Josef von Sternberg : la femme
- 1927 : Un déjeuner au soleil (Breakfast at Sunrise) de Malcolm St. Clair
- 1929 : The Painted Angel de Millard Webb
- 1929 : Love and the Devil d'Alexander Korda
- 1934 : Vivre et aimer (Sadie McKee) de Clarence Brown